# Озеровы
Озеровы — древние дворянские роды.
Род внесён во II, III и VI части родословных книг Казанской, Курской, Московской, Смоленской и Тверской губерний.
Существуют ещё 2 рода Озеровых (по Тверской и Ярославской губерниям), восходящие к началу XVII века.

## Происхождение и история рода
Предки рода Озеровых, Фридрих и Иоганн, в древнейшие времена переселились из Пруссии в Польшу, приняли христианскую веру и в воинских делах оказали большие услуги.  Происшедший от сего рода Иван Захарьевич Озеров выехал в Россию к великому князю Ивану Васильевичу (1533–1584). Филимон Борисович Озеров с сыном Кондратием пожалован (1610) вотчиною за московское осадное сиденье.

## Описание герба
В щите имеющем красное поле изображены полтора Креста серебряные.
Щит увенчан дворянскими шлемом и короной. Нашлемник: Рука в Латы облеченная с поднятым вверх Мечом. Намёт на щите красный и зелёный, подложенный серебром. Герб рода Озеровых внесён в Часть 3 Общего гербовника дворянских родов Всероссийской империи, стр. 40.

## Известные представители
- Озеров Анисим — патриарший дьяк (1676).
- Озеров Андрей Андреевич — дьяк (1676—1701).
- Озеров Фёдор Иванович — стряпчий (1682), стольник царицы Евдокии Фёдоровны (1692).
- Озеровы: Михаил Алексеевич, Михаил Анисимович, Иван Осипович, Иван Иванович, Артемий Никифорович — стряпчие (1679—1692).
- Озеровы: Никифор Кондратьевич, Фёдор, Никита и Лука Евстратьевичи, Иван Сергеевич, Гаврила Григорьевич — московские дворяне (1676—1692).
- Озеровы: Иван Григорьевич, Иван и Григорий Никифоровичи — стольники (1676—1692)[2].

Из курской ветви рода происходил Алексей Фёдорович (1839—1907) — генерал от инфантерии.
- Владислав Александрович Озеров — драматург
- Семён Николаевич (1776—1844) — сенатор;

- Иван Петрович Озеров (?—1798) — служил в лейб-гвардии Измайловском полку, 1 января 1771 года из капитанов полка уволен от службы в армии полковником. С 1791 года — Можайский уездный предводитель дворянства. 5 ноября 1798 года уволен по прошению от службы с производством в статские советники. Был женат на Надежде Васильевне Скарятиной.[3]
  - Пётр Иванович (1773—1843) — член Государственного совета. Был женат на Марии Александровне Волковой.
    - Иван Петрович (1806—1880) — посланник в Баварии и Португалии;
    - Александр Петрович (1817—1900) — посланник в Афинах (1857) и Берне (1861—69).
      - Ольга (в монашестве София; 1848—1924), замужем за генерал-лейтенантом князем А. И. Шаховским (1822—1891).
      - Мария (03.07.1849 — 1906), фрейлина. Муж (1855): Александр Иванович Гончаров, племянник Н. Н. Гончаровой.
      - Александр (19.09.1850 — 3.07.1877), воспитывался в Пажеском корпусе, служил в лейб-гвардии Преображенском полку, прапорщик (1871), штабс-капитан в 123-м пехотном Козловским полку, убит при штурме Никополя.
      - Борис Александрович (1852—?), тайный советник, камергер, Келецкий губернатор
      - Елена Александровна (1854—1938), фрейлина. Муж (1906): писатель С. А. Нилус. Брак бездетный.
      - Давид Александрович (1856—?), генерал-лейтенант, управляющий Аничковым дворцом.
      - Сергей Александрович (1863—1904), надворный советник, управляющий удельными имениями. Жена: Прасковья Мартыновна Белькова.

  - Василий Иванович (1777—10.01.1850) — служил в лейб-гвардии Измайловском полку с 1780 года. В 1805 году уволен в отставку капитаном. В 1812—1813 годах — подполковник Московского ополчения. С 1816 по 1830 годы был депутатом дворянства по Можайскому уезду. Был женат на Александре Васильевне Даниловой.
  - Иван Иванович (?—09.04.1831) — служил в лейб-гвардии Измайловском полку; в 1812—1813 годах — штабс-капитан Московского ополчения. Был женат на Надежде Ивановне Лопатиной.
  - Михаил Иванович (?—14.12.1867) — служил в лейб-гвардии Финляндском полку, уволен за ранами подпоручиком 25 января 1816 года; был депутатом дворянства по Можайскому уезду, умер в чине статского советника. Был женат на Елизавете Фёдоровне Загряжской.

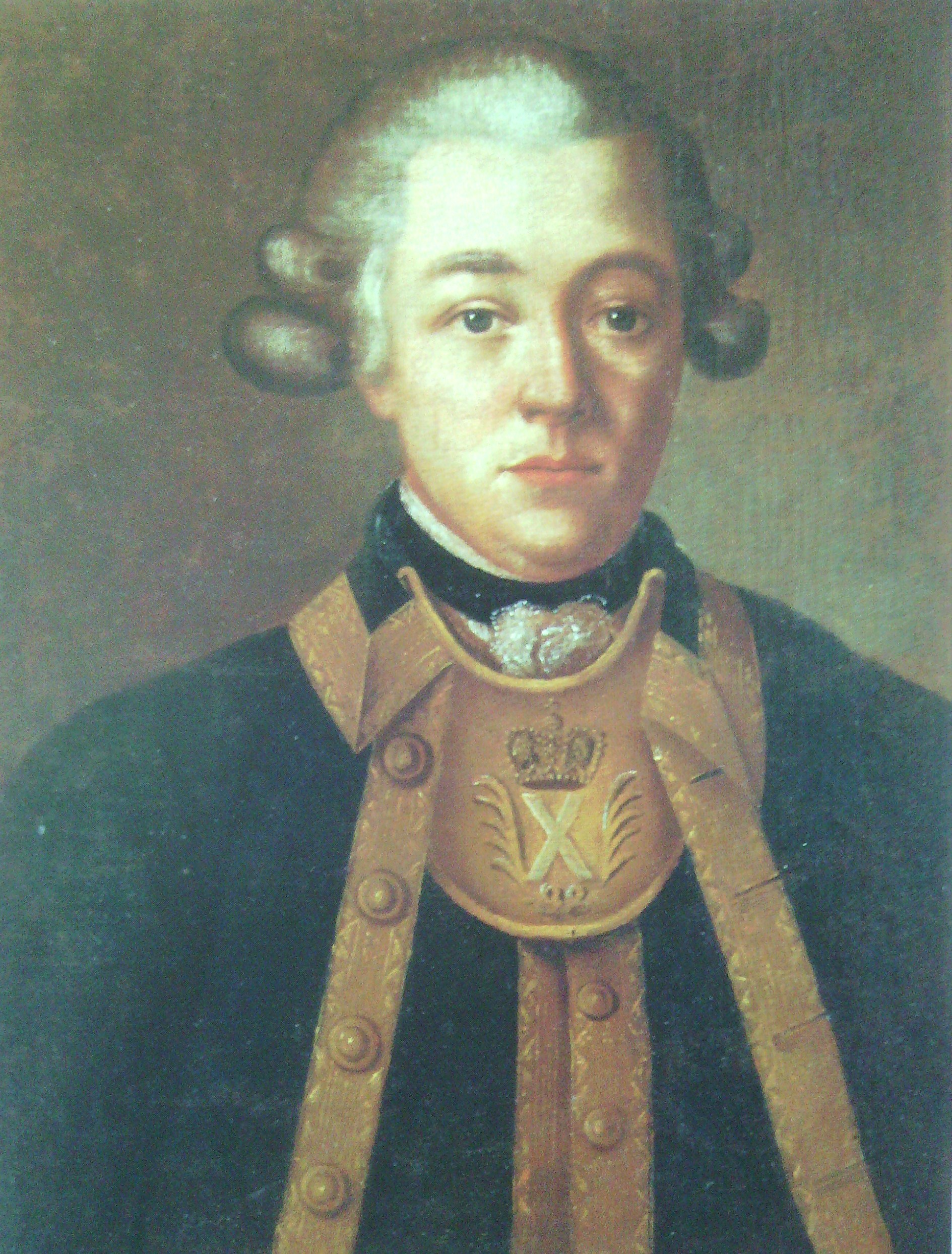
Иван Петрович Озеров, портрет 1770-х гг.
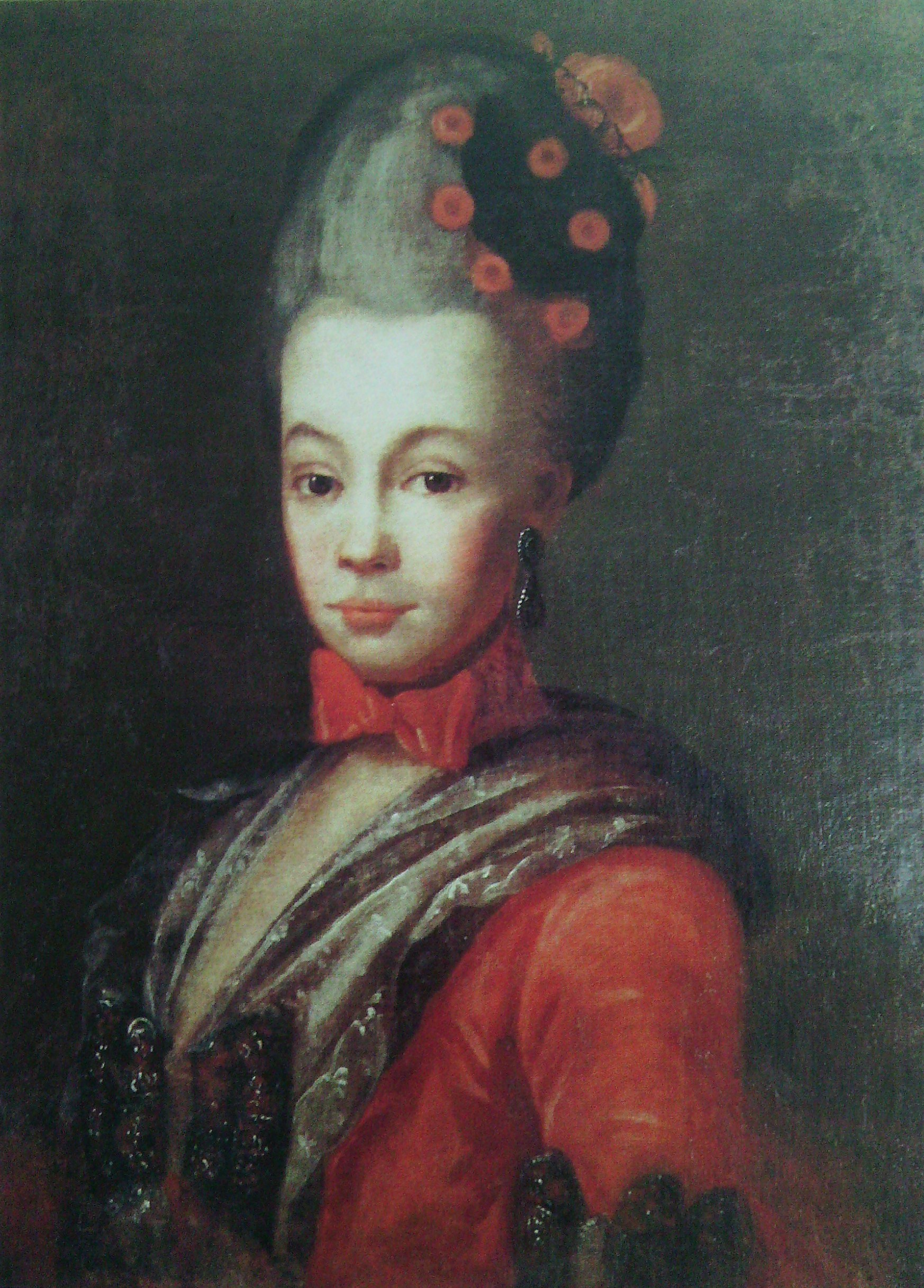
Надежда Васильевна Озерова, ур. Скарятина, портрет 1760-х гг.
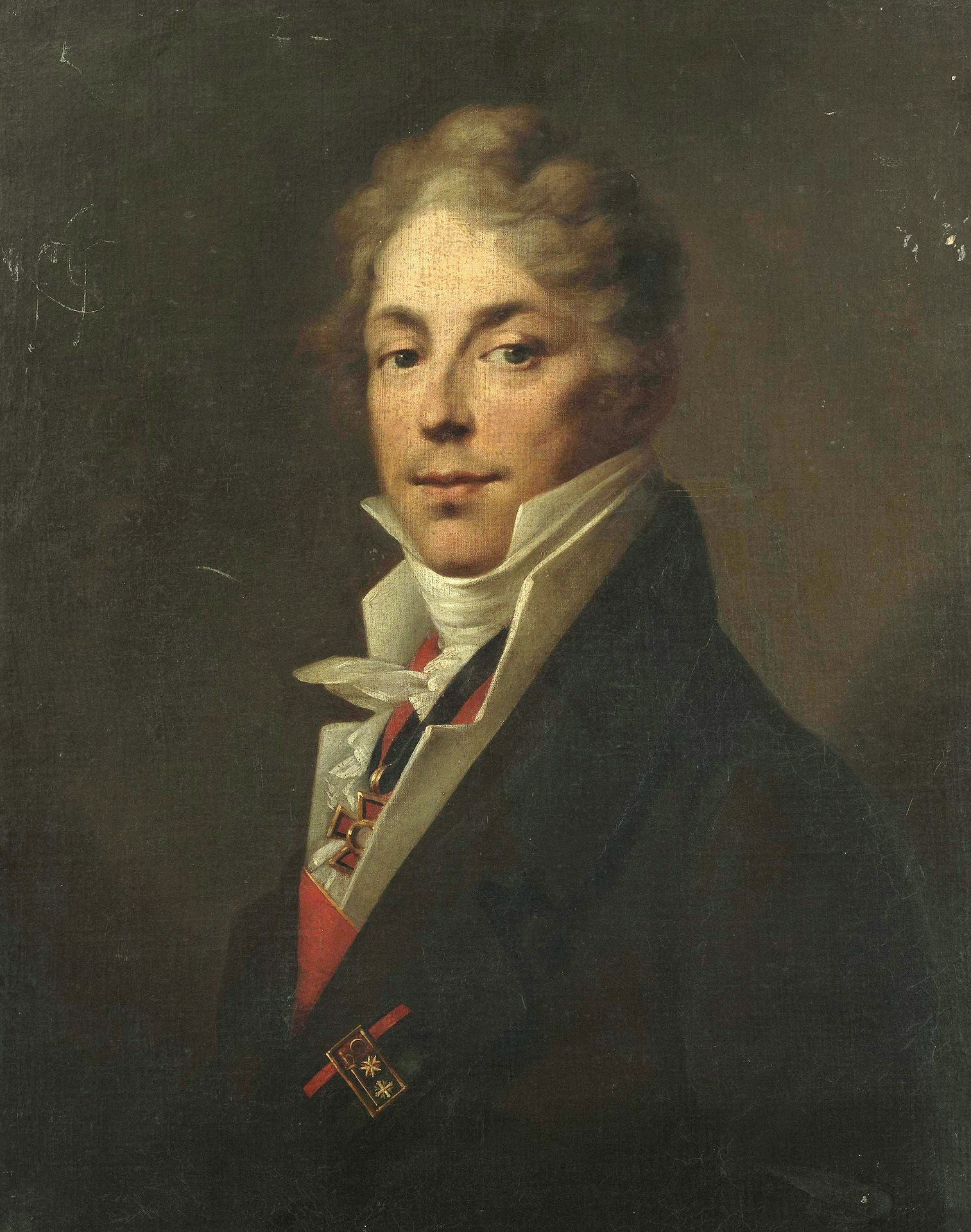
Пётр Иванович Озеров, портрет около 1820-х гг.
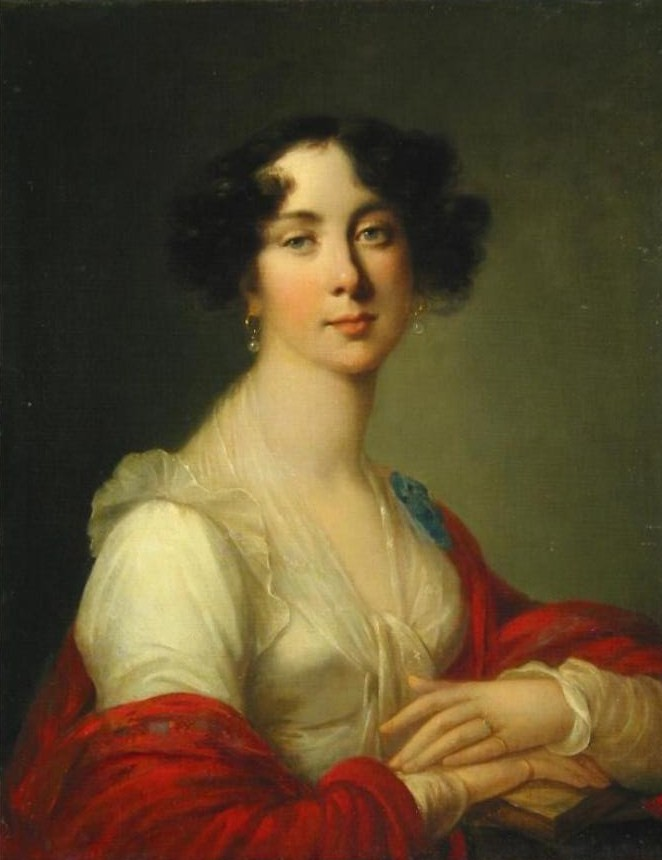
Мария Александровна Озерова, ур. Волкова портрет 1810-х гг.
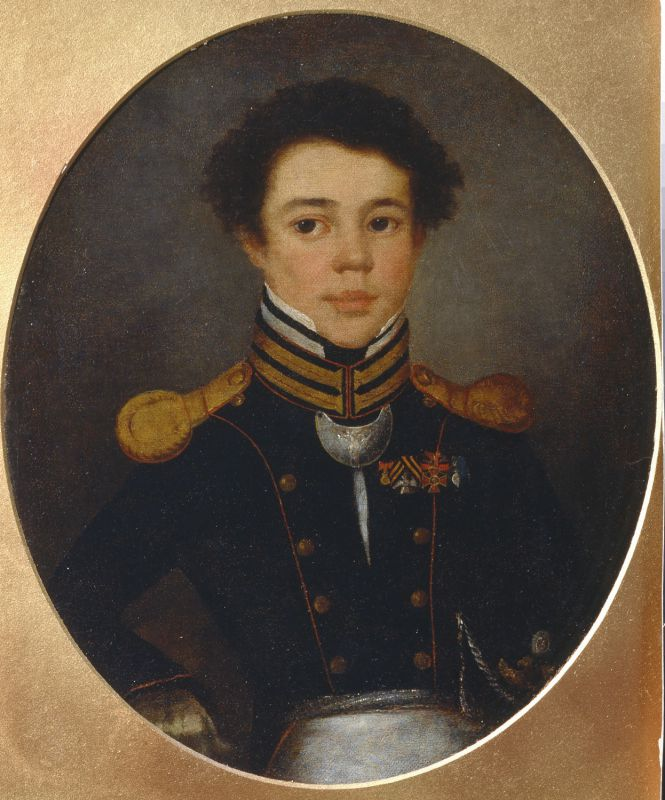
Михаил Иванович Озеров, портрет около 1815-го г.
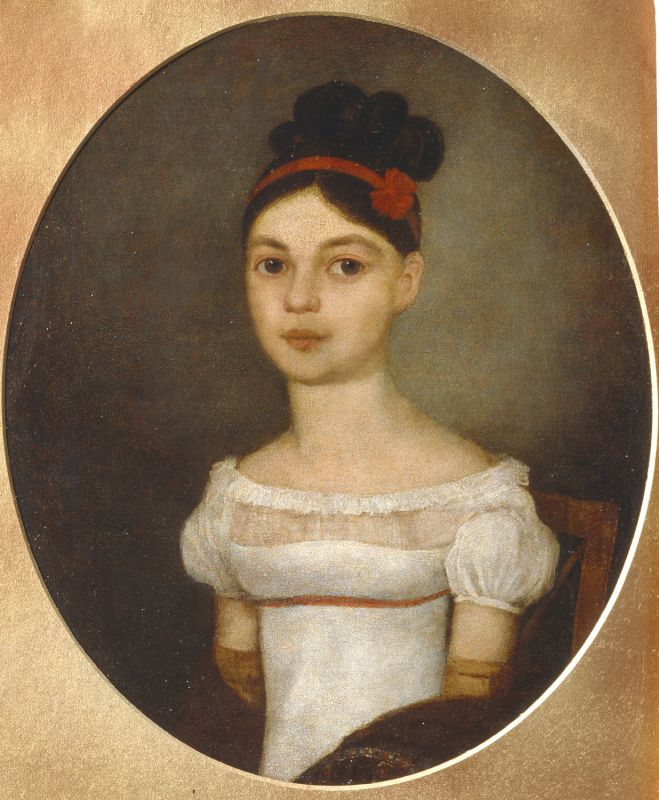
Елизавета Фёдоровна Озерова, ур. Загряжская, портрет около 1815-го г.

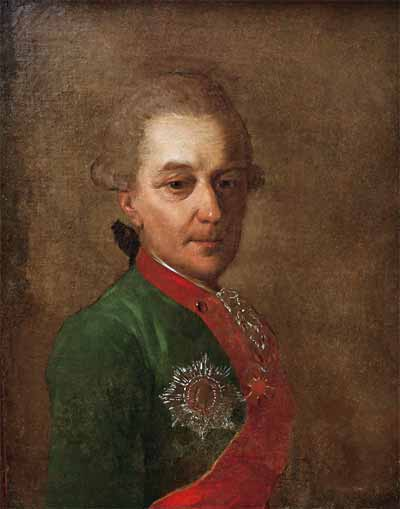
Пётр Петрович Озеров, портрет работы Ф.С. Рокотова, 1774 г.
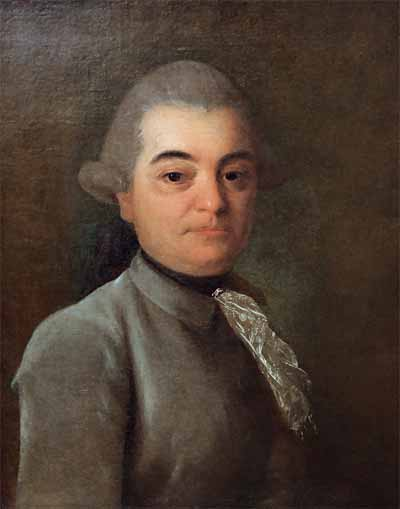
Семён Петрович Озеров, портрет работы Ф.С. Рокотова, 1775 г.
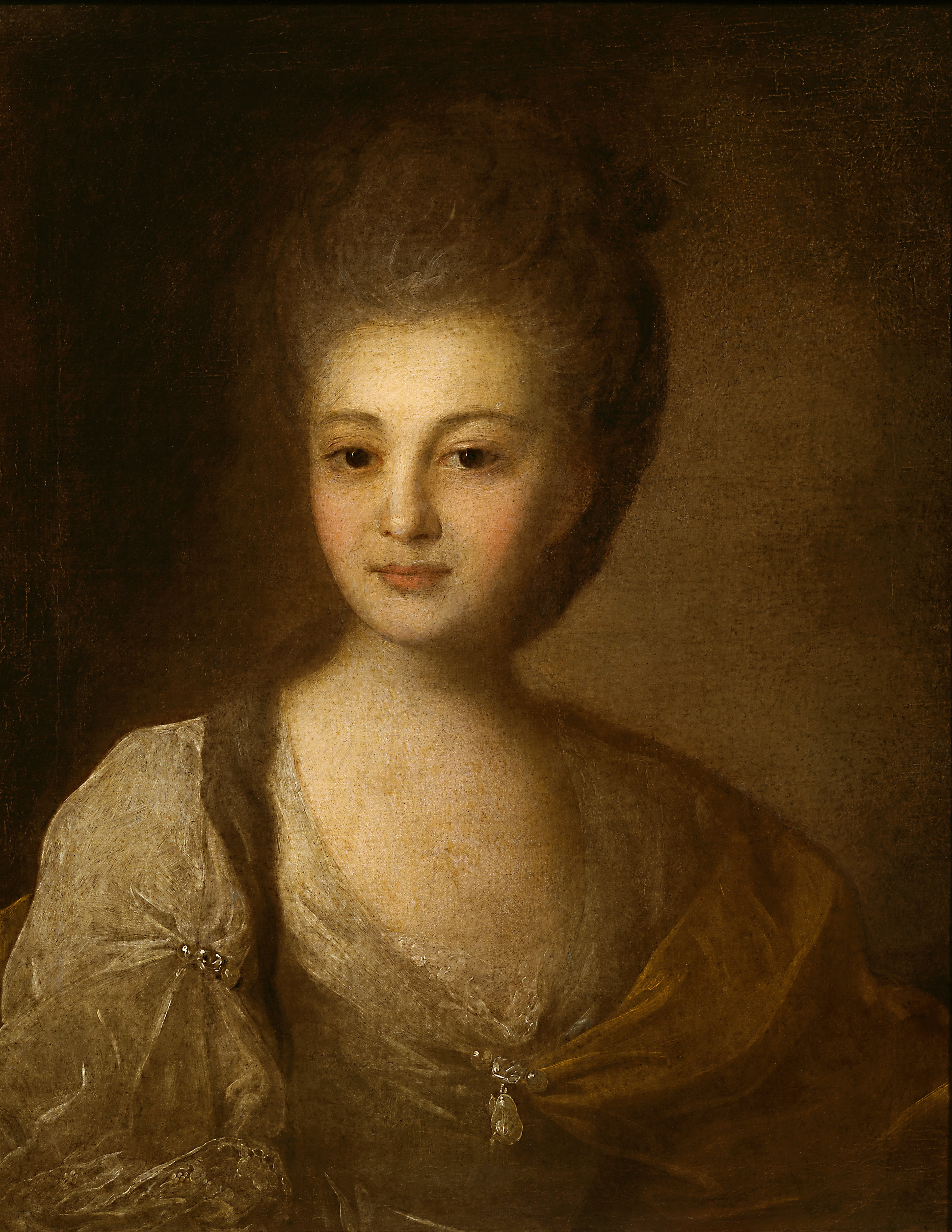
Александра Петровна Озерова (жена Н.Е. Струйского), портрет работы Ф.С. Рокотова, 1772 г.
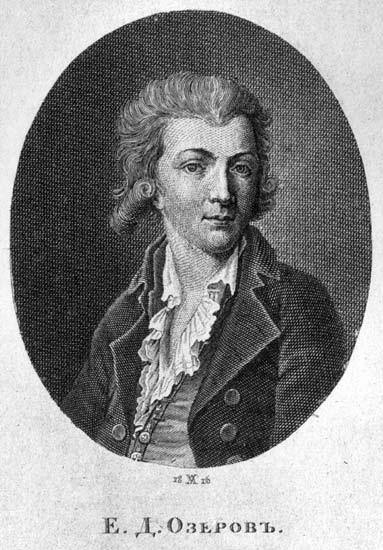
Евграф Данилович Озеров